# Купальські пісні

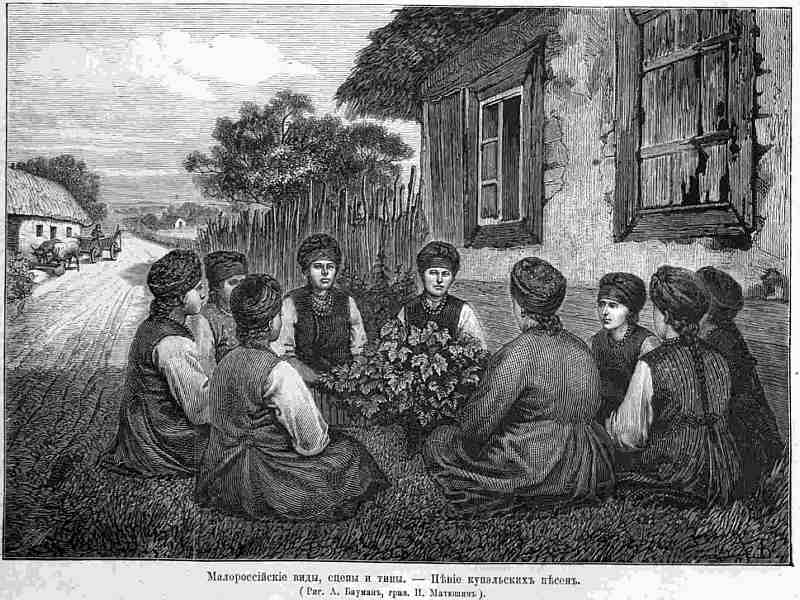
Купальські пісні. 1879

Купальські пісні — обрядові пісні, які співали на Івана Купала, біля ритуального вогнища.

## Передісторія
Перед Купальським святом плодюча енергія Сонця і Землі досягає найвищої точки, а далі йде на спад. Це явище символізує звичай «ховати Ярила», який здійснювали одружені жінки. Хлопці, дівчата, а також вдови до цього свята не допускалися. Вважалося, що самотність не повинна існувати, все має бути в парі.

## Святкування
Настають найкоротші літні ночі — свято Купайла, і звідусіль: лісів, гаїв, берегів річок линуть купальські співи. Через християнський вплив їх подекуди стали називати «петрівчаними піснями». Купальські пісні — це переважно мрії дівчат про шлюб, прощання з вільним життям, бо восени настає пора весіль. Зміст цих пісень язичницький, купальський.
1. Ой коли ми Петрівочки (Купайлочки) діждали,

То ми її русу косу заплітали.

Тепер же ми Петрівочку (Купайлочку) проведемо,

Ми ж її русу косу розплетемо.

Або:
Ой мала нічка-петрівочка (Купайлочка) —

Не виспалася наша Наталочка.

Не виспалася, не нагулялася

І з козаченьком не настоялася.
Купало, за язичницькими віруваннями, — бог достатку, врожаю (Густинський літопис). Цього дня земля має найбільшу силу, яку віддає цілющим травам. До схід сонця треба було збирати трави. Перед початком збирання приносили жертву землі — клали хліб-сіль або монету як плату за щедрість і цілюще зілля.

## Дійство
Купальсько-петрівчані пісні побутують в усіх україномовних етнічних осередках, за винятком Передкарпаття і Карпат (як і веснянки).

## Звичаї
Хлопці з дівчатами, перестрибуючи через багаття, міцно тримаються за руки. Якщо руки не роз'єднаються, буде щасливе подружжя. Через вогонь стрибає не тільки молодь, але й чоловіки, й жінки, також через нього переносять дітей. Вогонь не лише очищає душі від гріхів, а й перевіряє на сумісність подружжя.
Попіл із купальського вогнища беруть для посипання подвір'я та городу, для здоров'я і родючості. Волхвині (відунки) брали його для своїх потреб: лікування хворих, замовляння та чаклування. Християнські священники залякували людей цими чаклунками, тому в писемних джерелах збереглося тільки негативне значення цього давнього звичаю, мовляв, «у цей день можна піймати відьму, яка бере попіл з купальського багаття».
Вважалося, що у цю ніч слід купатися в річці — це найкращий час для здоров'я.

## Сучасність
Купальські розваги молоді й нині є популярними в українців. Громади рідновірів у Києві святкують Купала на березі Дніпра в день літнього сонцестояння 20-21 червня. Свято продовжується всю ніч і залишає надовго незабутні враження.
Ці звичаї можна відродити у всіх містах і селах України, щоб молодь могла прилучитися до живлющого джерела народної пам'яті.